# Christophe Marichez
Christophe Marichez (Hazebrouck, 12 dicembre 1974) è un allenatore di calcio ed ex calciatore francese, di ruolo portiere, dal 2012 preparatore dei portieri del Metz.

## Palmarès

### Giocatore

#### Competizioni nazionali
- Campionato francese: 1

Lens: 1997-1998
- Coppa di Lega francese: 1

Lens: 1998-1999
- Campionato francese di seconda divisione: 1

Metz: 2006-2007